# Mar del Sud
El Mar del Sud ere el nom amb què es coneixia l'oceà Pacífic a l'època de les primeres exploracions espanyoles a Amèricaés, se l'antic nom de l'oceà Pacífic. En plural, els Mars del Sud, es refereix a les illes del Mar del Sud i, especialment, la Polinèsia. Actualment l'expressió s'utilitza en sentit utòpic i romàntic per referir-se al mite del paradís dels antípodes, un lloc de l'imaginari occidental on poder retornar a la natura lluny de les societats urbanes.

## Història

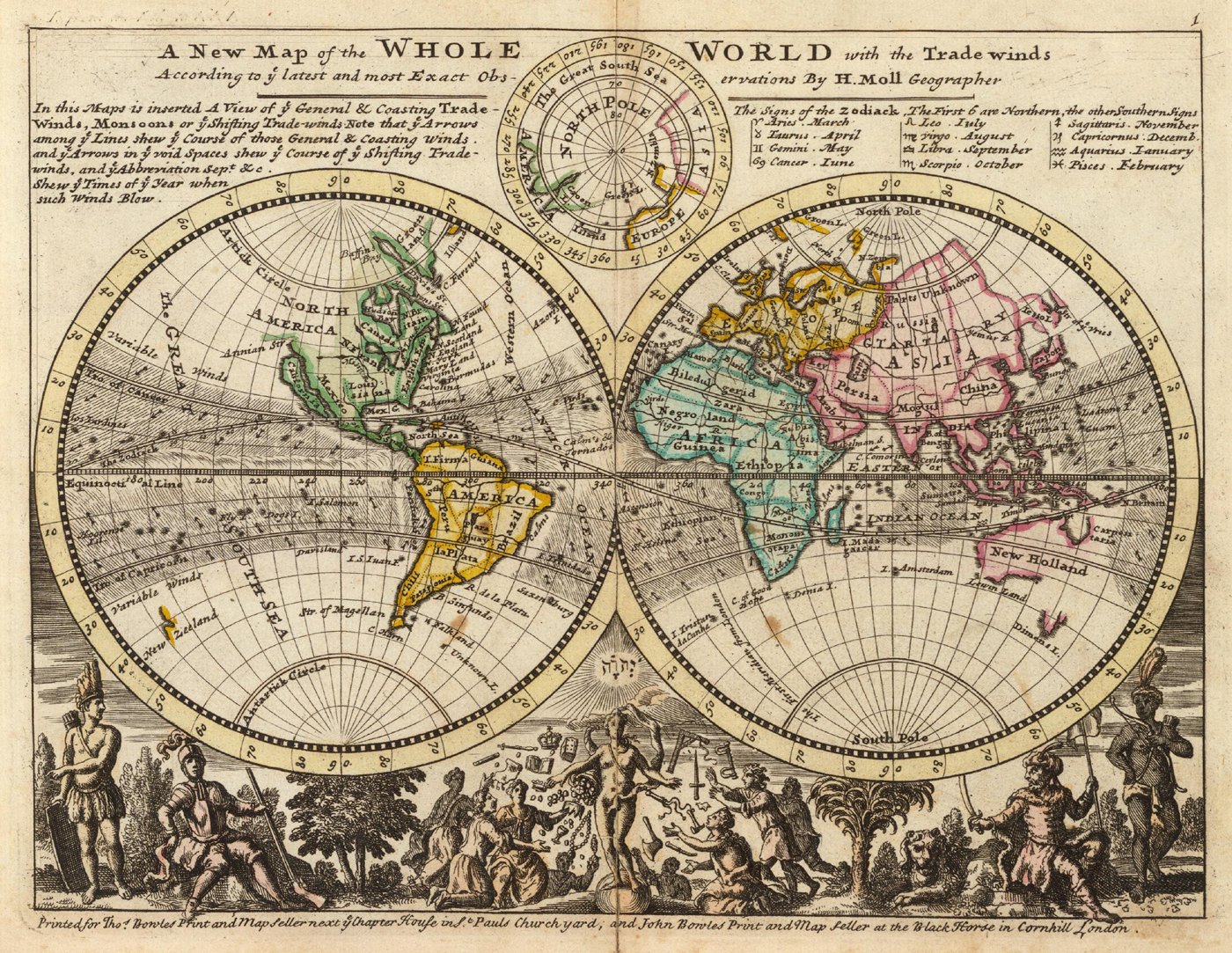
The Great South Sea, 1736

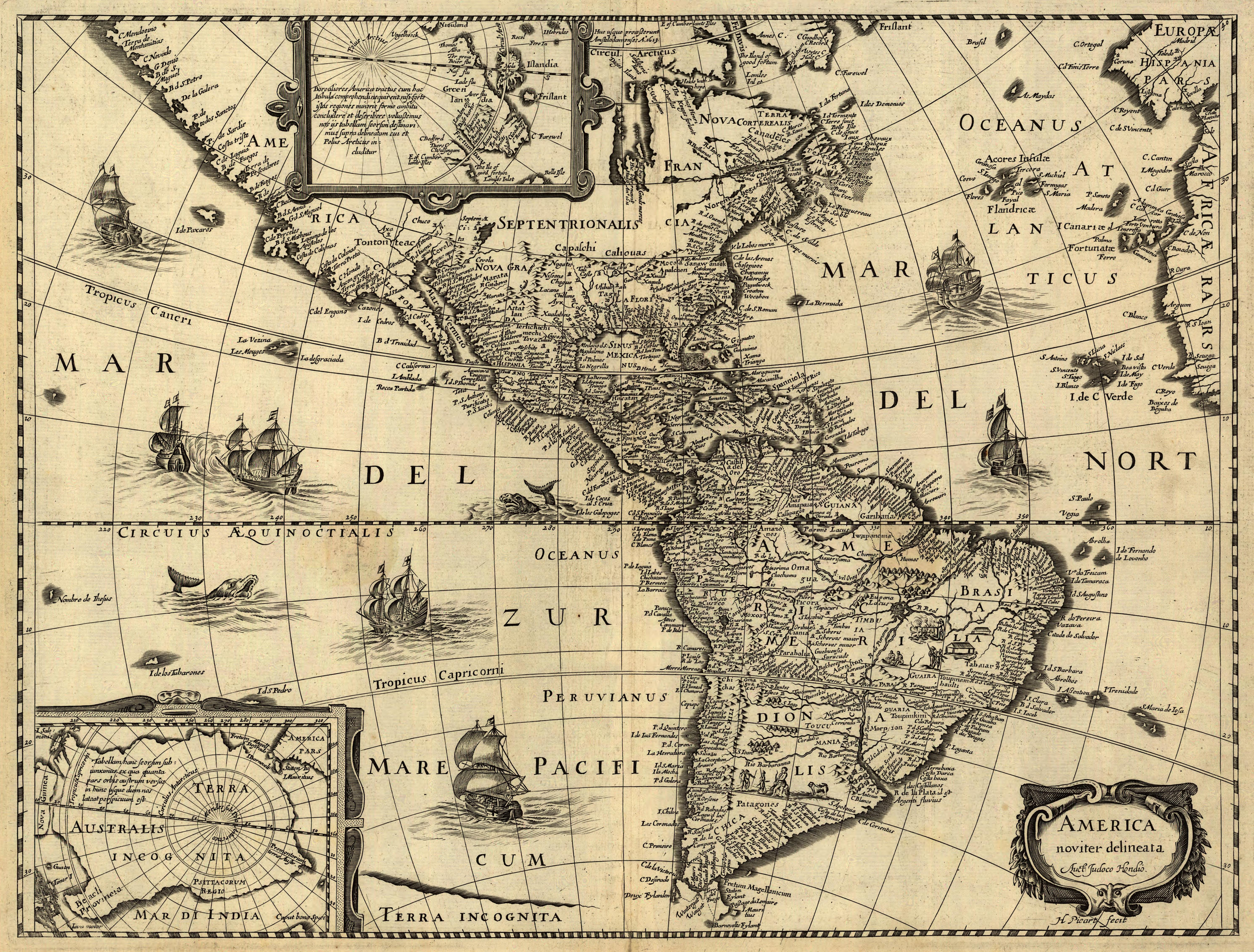
Mar del Zur i Mare Pacificum, 1640

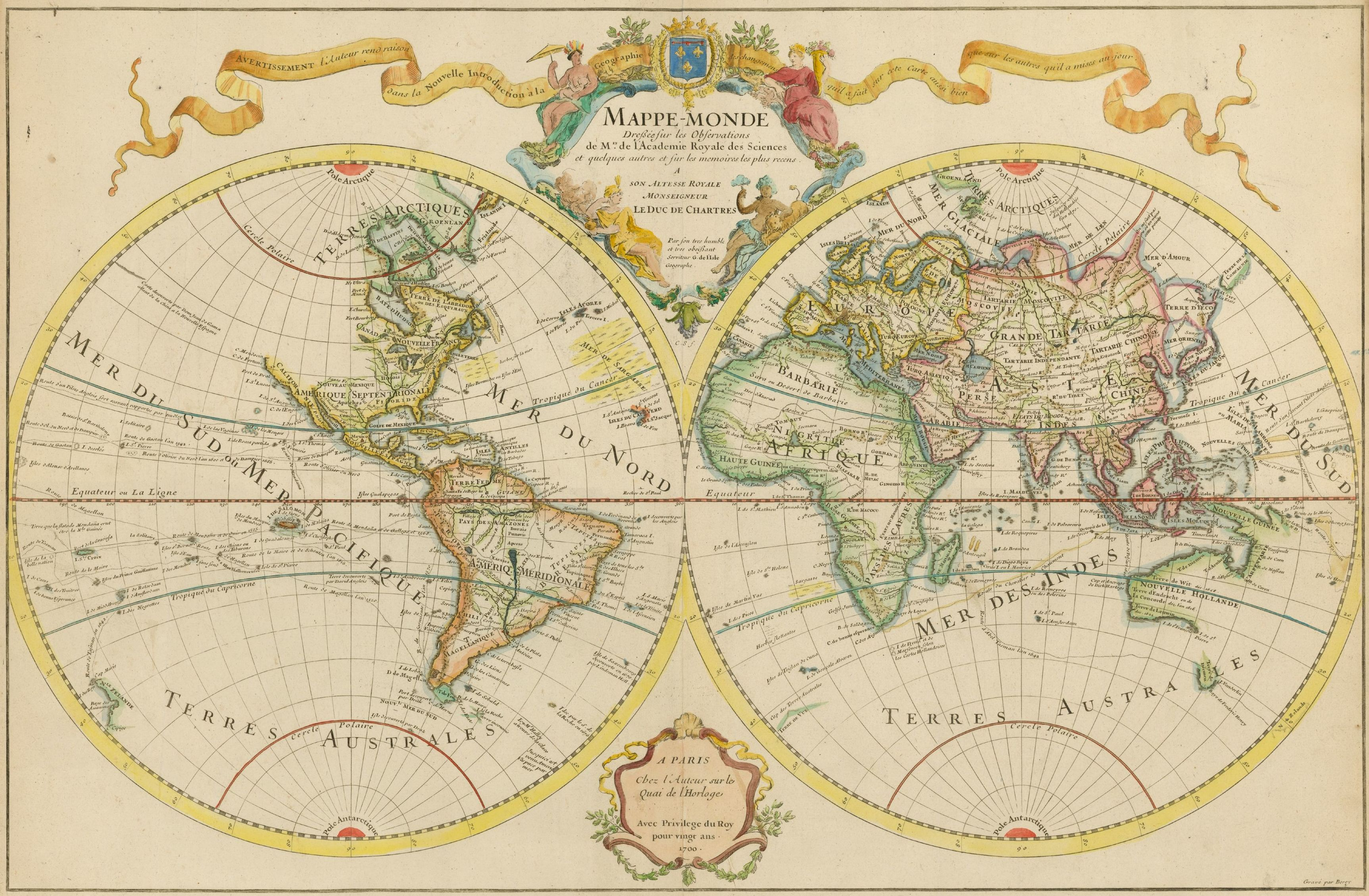
Mer du Sud o Mer Pacifique, 1700

L'àmbit geogràfic que abasta el Mar del Sud és històricament imprecís: inicialment indicava el mar costaner d'Amèrica Central i del Nord, després ampliat al Pacífic del Nord i, posteriorment, al Pacífic del Sud.

### Descobriment
Al segle xvi els espanyols anomenaven al mar costaner al nord de la Tierra Firme, és a dir l'Amèrica del Sud, com a Mar del Norte. Vasco Núñez de Balboa tenia uns informes dels indígenes que explicaven que es podien trobar tresors d'or a les terres del sud, més enllà de les muntanyes i el mar. Balboa va organitzar una expedició que va sortir de Darien, va creuar l'istme de nord a sud i, el 25 de setembre del 1513, va anomenar les aigües del golf de San Miguel com Mar del Zur, segons la grafia de l'època. Més tard va rebre el títol d'Adelantado del Mar del Sur.
Des de Mèxic, Hernán Cortés organitza tres expedicions a les Filipines, fins que es consolida la ruta comercial del galeó de Manila. El nom de Mar del Sud s'estén per les rutes practicades pels espanyols: de nord a sud, com a mar costaner de Mèxic, Panamà i el Perú, i d'est a oest, d'Acapulco a Manila.
Fernando Magallanes va ser el primer a creuar el Mar del Sud. Però va passar moltes dificultats a l'estret de Magallanes i quan va sortir a mar obert, el 29 de novembre de 1520, es va trobar amb les aigües calmades de la costa de Xile i el va anomenar Mar Pacífico. A la cartografia van coexistir els dos noms: Mar del Zur a l'hemisferi nord, i Mare Pacificum a l'hemisferi sud.

### Exploració
Durant els segles xviii i xix van ser els anglesos i francesos els que van acabar d'explorar i cartografiar l'oceà. Per arribar-hi des d'Europa s'havia de fer un llarg viatge cap al sud superant dues fites marineres: creuar la línia (la línia equatorial) i doblar el cap (el cap d'Hornos). Els exploradors van seguir anomenant el Mar del Sud, en anglès South Sea i en francès Mer du Sud, i les illes que anaven descobrint eren les illes dels Mars del Sud. En els mapes es va començar a utilitzar els dos noms, Mar del Sud i Mar Pacífic, sense distinció i com a sinònims.
L'anglès James Cook, sorprès de l'extensió de la cultura i llengua polinèsia, utilitza l'expressió d'illes del Mar del Sud amb un sentit cultural referit a la Polinèsia. En el seu segon viatge havia explorat els límits meridionals de l'oceà tocant l'Antàrtida, i en el tercer i últim viatge explora els límits septentrionals cercant el suposat pas del nord-oest cap a l'oceà Atlàntic. A la seva mort es publica la relació del tercer viatge utilitzant el nom d'oceà Pacífic. Ràpidament es va començar a utilitzar als mapes el nom de Pacífic per tot l'oceà com a nom científic llatinitzat, deixant el nom de Mar del Sud com a nom vulgar.

### Literatura
Alhora que els geògrafs abandonaven el nom de Mar del Sud, començava un gènere literari de viatges, d'aventures i romanticisme amb la denominació de Mars del Sud com a lloc literari situat a les illes del Pacífic sud i equatorial: Herman Melville (Omoo, A Narrative of Adventures in the South Seas, 1847), Pierre Loti, Robert Louis Stevenson (In the South Seas, 1890), Jack London (South Sea Tales, 1911), i molts altres fins a l'actualitat, Josep Maria de Sagarra (La ruta blava, viatge a les Mars del Sud, 1964).

## Mite dels Mars del Sud
Els primers exploradors ja van fer unes descripcions paradisíaques de les illes. El primer a descriure'l va ser el portuguès Quirós, però són el francès Bougainville i els companys de viatge de Cook els que provoquen una enorme expectació a Europa. Descrivien un paradís terrenal relacionat amb els mites grecoromans: el jardí de l'Edèn, l'Arcàdia, els camps Elisis, la deessa de l'amor Venus. Eren unes illes fèrtils, de vegetació exuberant, d'abundant aliment, amb una societat amable, acollidora, desinhibida sexualment i una població feliç, saludable.
Amb les morts de Cook i de La Pérouse es mostra l'aspecte menys idíl·lic: guerrers ferotgement tatuats, caníbals, tabús, volcans, tifons… Amb l'amotinament de la Bounty es donen els elements que després s'utilitzaran a la literatura: romanticisme, aventura, viatge, robinsons.

### Estereotips dels Mars del Sud

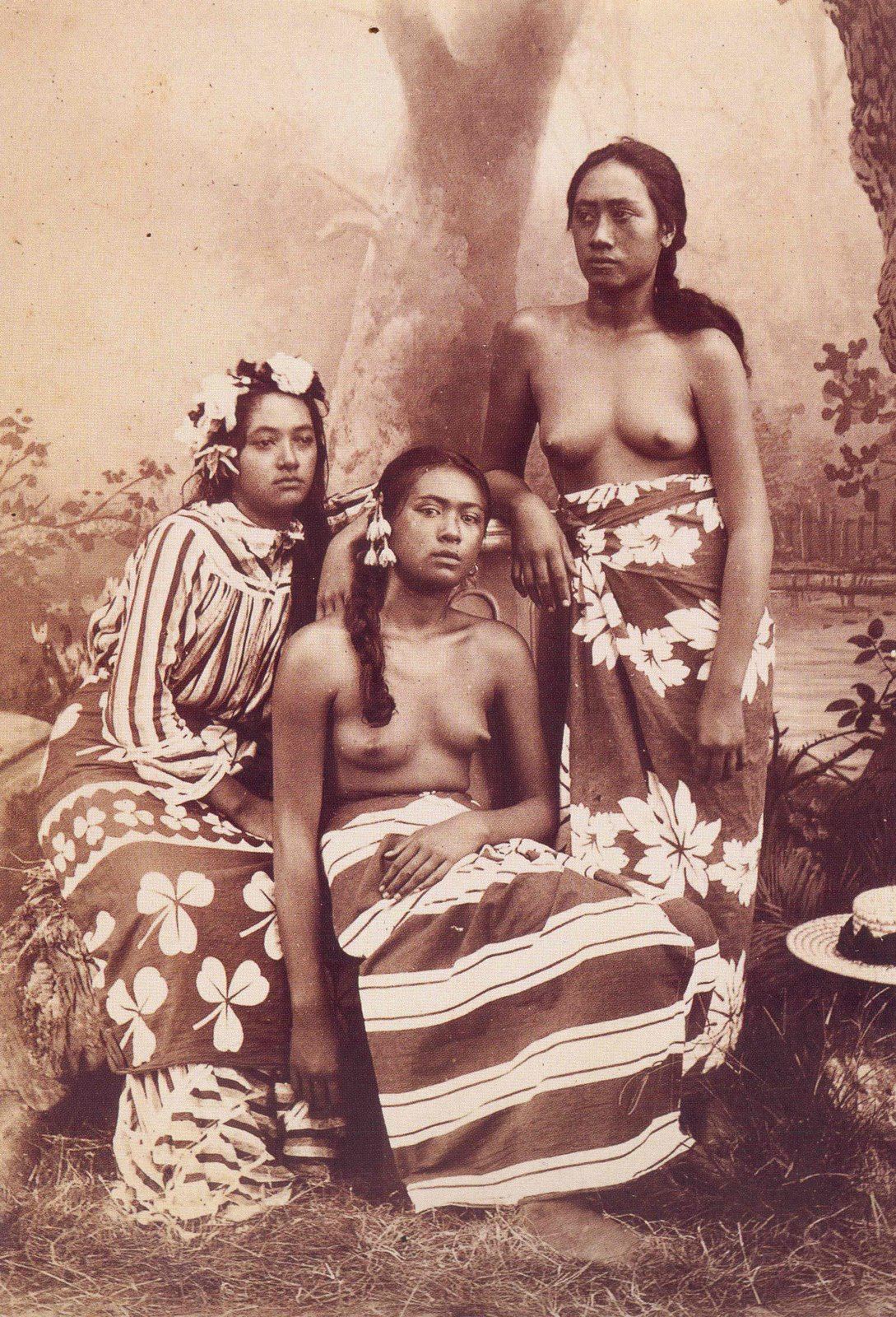
Tahitianes, 1889

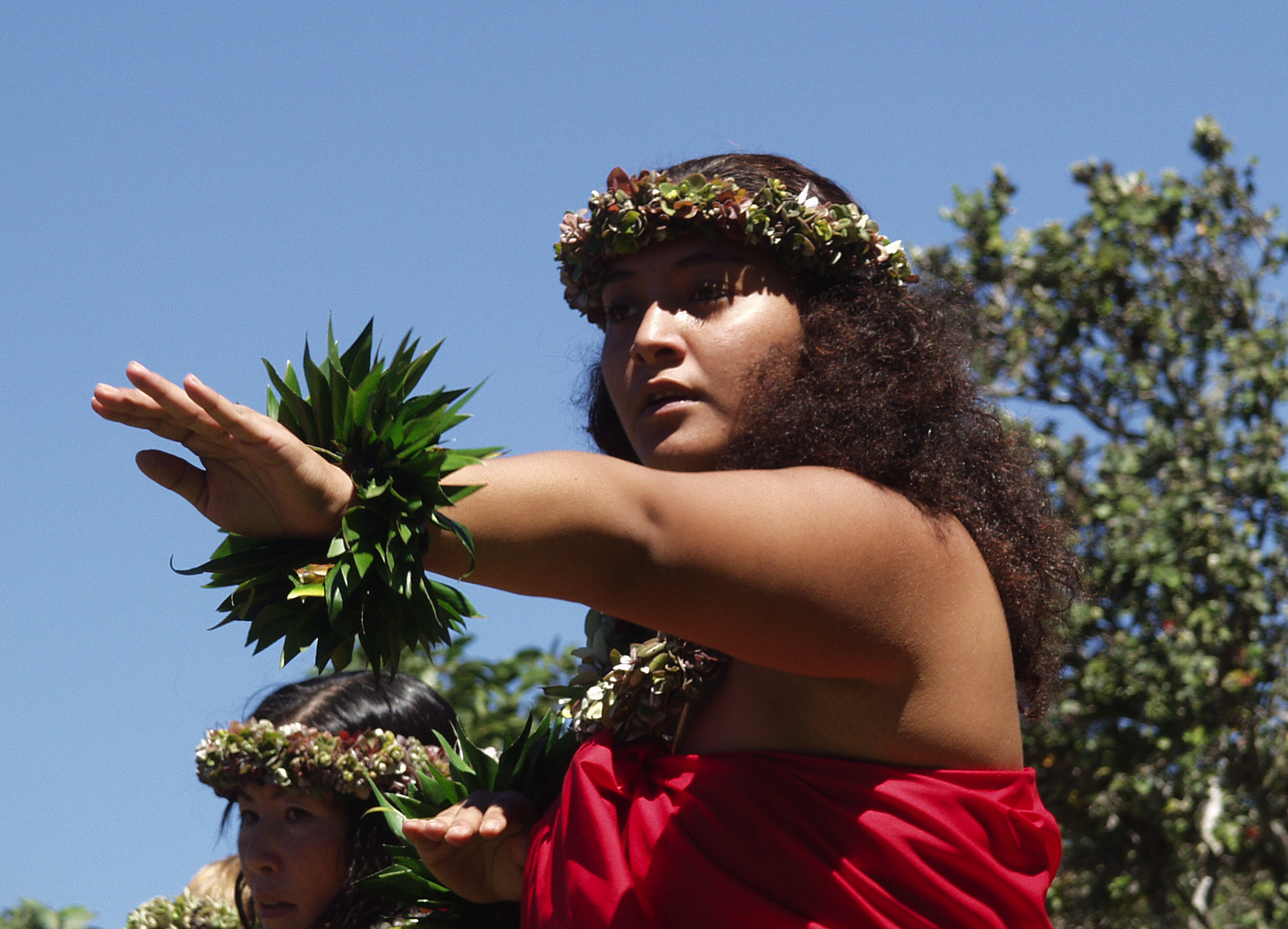
Hula a Hawaii

Els estereotips relacionats amb el mite dels mars del Sud són avui utilitzats pel cinema, la publicitat i la promoció turística, fins i tot en illes on no són tradicionals:
- Vahine (dona en tahitià), és la dona acollidora, sensual, de pell clara, cabell llarg adornat amb flors, vestida amb pareo.
- Flors. Són omnipresents, o bé darrere l'orella o bé la garlanda de benvinguda i cortesia.
- Perfums: vainilla i monoi, bronzejador d'oli de coco i flors de tiaré.
- Pareo (del tahitià pāreu) o faldilla d'herbes, i camises virolades reproduint motius polinesis o flors.
- Danses voluptuoses i lascives amb vahines de tors nu removent els malucs. Són conegudes l'upa upa de Tahití o el hula de Hawaii.
- Música: Ukulele (guitarra hawaiana), tambors, corn de conquilla, cants melodiosos.
- Caníbals atlètics i tatuats, armats amb una maça trencaclosques i esperonats pel so dels tambors o del corn de conquilla.
- Tatuatge (del tahitià tatau, literalment 'picar'). Als Mars del Sud el tatuatge arriba a ser de cos sencer, inclosa la cara.
- Tabú (del tongalès tapu, literalment 'sagrat').
- Fruits abundants: l'arbre del pa, relacionat amb l'amotinament del Bounty, l'omnipresent cocoter i diverses fruites tropicals.
- Naufragis i robinsons. En el país de les illes per excel·lència es poden trobar illes desertes, illes verges, illes oblidades, illes colonitzades.
- Paisatge tropical d'etern estiu amb platja de sorra blanca, palmeres i llacuna blava. El contrast són els volcans.